# Kama (vattendrag i Kongo-Kinshasa)
Kama är ett vattendrag i Kongo-Kinshasa, ett biflöde till Elila. Det rinner upp i provinsen Maniema, i den centrala delen av landet, 1 300 km öster om huvudstaden Kinshasa. Det nedre loppet ingår i gränsen mellan Maniema och Södra Kivu.